# Feilitzsch (Adelsgeschlecht)

Wappen derer von Feilitzsch

Feilitzsch ist der Name eines fränkischen und vogtländischen Uradelsgeschlechts. Als ehemals reichsfreies Ministerialengeschlecht gehörte es der vogtländischen Reichsritterschaft an. Die Namensform der Familie wechselte zwischen Veilez, Veilz, Veihl, Veilsch, Feiltsch, Filez und Feilitzsch.

## Geschichte
Das Geschlecht erschien urkundlich erstmals 1365 mit Peter von Feiltsch, Komtur des Deutschen Ordens in Schleiz. Er entstammte dem wappengleichen vogtländisch-fränkischen Ministerialengeschlecht von Veilsdorf (oder Veils) mit Stammsitz in Veilsdorf (Landkreis Hildburghausen, Thüringen), das dort 1195 erstmals genannt wird. Die Familie von Feilitzsch kam vermutlich im Gefolge der Vögte von Weida aus Veilsdorf und gründete in Feilitzsch, Trogen und Haidt ihre Familiengüter. Sie liegen heutigen im oberfränkischen Landkreis Hof in Bayern, unmittelbar an der Landesgrenze zu Sachsen, im Bayerischen Vogtland. In unmittelbarer Nachbarschaft, in Zedtwitz, hatte die wappen- und vermutlich stammesgleiche Familie von Zedtwitz ihren Stammsitz, in Haidt wahrscheinlich die ebenfalls wappengleiche Familie von der Heydte, die außer im Vogtland auch im benachbarten Egerland erscheint. Auch die von Roeder aus dem Vogtland führen denselben Wappenschild, was dafür spricht, dass es sich um eine Abstammungsgemeinschaft handelt.
Namensgebender Stammsitz ist Feilitzsch im Landkreis Hof in Oberfranken. Die erste urkundliche Erwähnung des Rittergutes Feilitzsch datiert auf das Jahr 1390. Im Jahre 1546 gab es drei Gutshöfe in der Ortschaft Feilitzsch, das Untere Gut mit dem auf das 12. Jahrhundert zurückgehenden Wasserschloss, das Mittlere Gut und das Obere Gut, alle im Besitz der Familie. Das Untere und das Obere Gut wurden in der Folge verkauft, ersteres aber 1591 zurückerworben. 1529 wurde in Feilitzsch die Reformation eingeführt, Mitglieder der Familie unterstützten sie mit erheblichen Geldmitteln und hatten auch direkten Briefkontakt mit Martin Luther. Das Mittlere Gut brannte 1714 ab und wurde nicht mehr aufgebaut. Von 1502 bis 1638 befand sich auch das benachbarte Schloss Zedtwitz im Besitz der Familie. Adam Ernst Erdmann von Feilitzsch vom Unteren Gut kaufte 1735 das Obere Gut zurück und vereinigte damit die Güter. 10 Jahre später brach Ludwig Ernst von Feilitzsch das Obere Gut ab und ersetzte es durch den heutigen barocken Schlossbau im mittleren Ortsteil (mit dem Waldgut bis heute im Besitz der Familie), unmittelbar neben dem Schlössla (heute Gasthaus). Im Jahre 1775 ging das Gut im benachbarten Münchenreuth an Georg Heinrich Lazarus von Feilitzsch über. Im nahe bei Feilitzsch gelegenen Trogen entwickelten sich neben der alten Wasserburg Trogen (1637 durch ein Feuer zerstört) durch Teilung noch zwei weitere herrschaftliche Güter: das Obere Gut (aus dem Vorwerk der Burg) und das Rittergut Trogen-Zech (bis heute im Besitz der Familie).
Von Mitte des 14. bis Ende des 16. Jahrhunderts gehörte das östlich von Hof gelegene Schloss Gumpertsreuth (in Gattendorf) den Herren von Feilitzsch, ebenso das benachbarte Gut Haidt. Um 1330 erscheint auch das Rittergut Heinersgrün auf der sächsischen Seite im Besitz der Familie, das 1648 veräußert wurde. Das Rittergut Kürbitz im Vogtland wurde Ende des 15. Jahrhunderts aus Grundbesitz gebildet, der bereits seit etwa 1300 der Familie gehörte; es blieb bis zur Enteignung 1945 im Besitz der Familie.
Die Familie von Feilitzsch ist unter Anerkennung des bestehenden Freiherrnstandes im Königreich Bayern bei der Freiherrnklasse seit dem 19. Mai 1847 immatrikuliert.

## Gliederung und Namensträger der Familie
- Stamm A (Treuen, vorm. Kürbitz)
- Stamm B, Stammvater Peter von Feilitzsch, 1353 auf Feilitzsch (unterer Teil)
  - 1. Linie (Feilitzsch), Stammvater Dietrich (1420)
    - 1. Linie 1. Ast, Stammvater Friedrich von Feilitzsch (1767–1819)
    - 1. Linie 2. Ast, Stammvater Wilhelm von Feilitzsch (1769–1832)

  - 2. Linie (Trogen), Stammvater Albrecht (1420)
    - Maximilian Alexander Freiherr von Feilitzsch (* 12. August 1834 in Trogen, Oberfranken; † 19. Juni 1913 in München), ab 1904 Graf von Feilitzsch, Dr.med. h.c., war königlich bayerischer Staatsminister des Innern.
    - Friedrich Freiherr von Feilitzsch (* 1858 in Jestädt/Hessen; † 1942 in Bückeberg), Ministerpräsident von Schaumburg-Lippe 1918–1918
- Stamm C, Stammvater Andreas (um 1403 in Unterhartmannsreuth, Gutenfürst, Kürbitz und Heinersgrün mit Budzak)

### Weitere bekannte Familienmitglieder

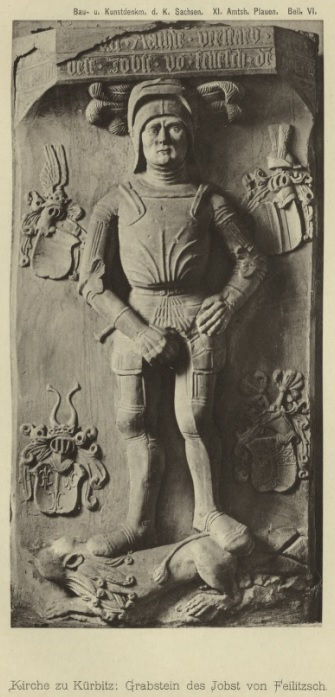
Grabplatte des Jobst von Feilitzsch inkl. vier Wappen der Ahnenprobe

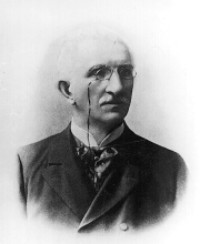
Maximilian Alexander Graf von Feilitzsch (1834–1913), bayerischer Innenminister
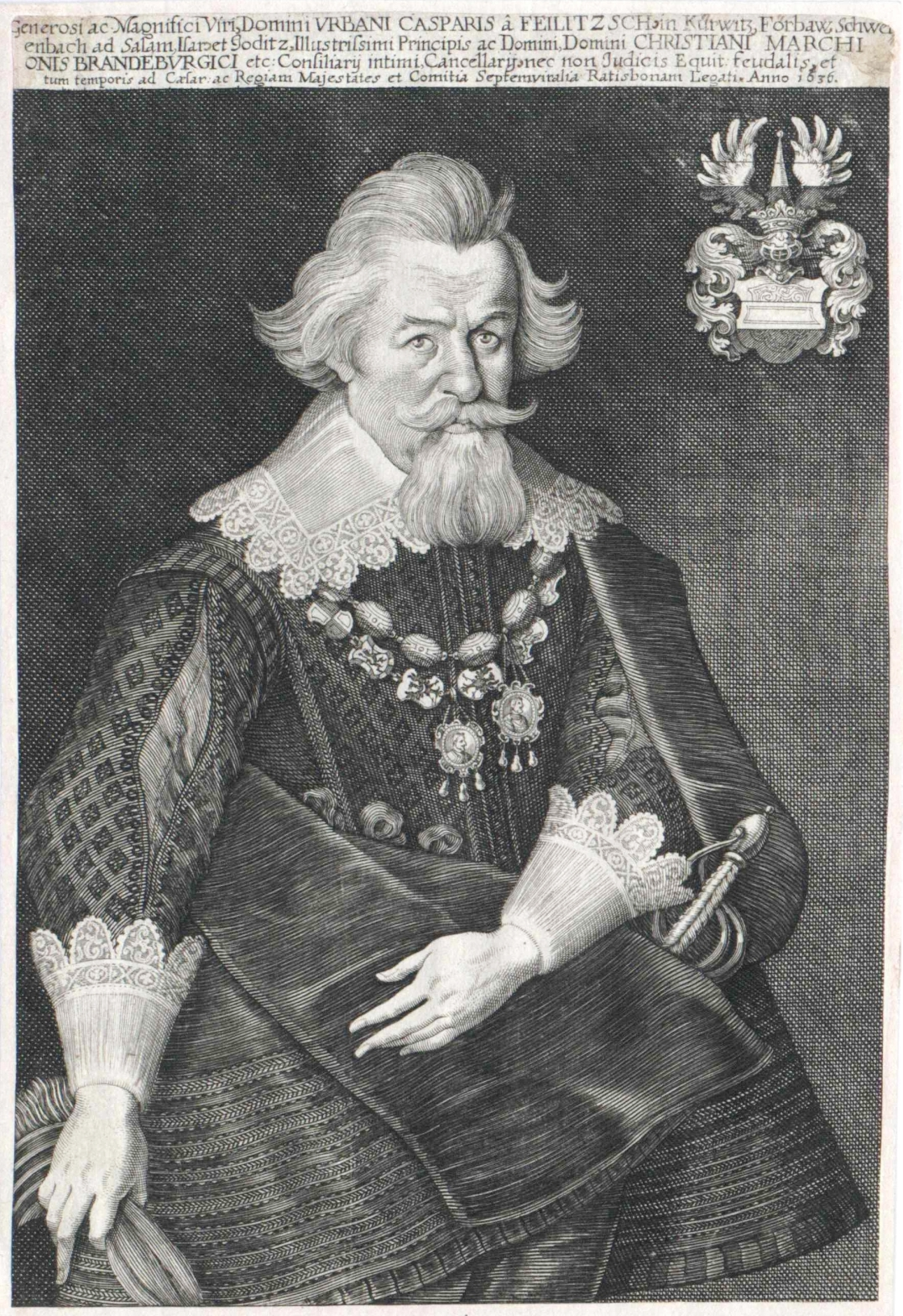
Urban Caspar von Feilitzsch (1586–1649)

- Jobst von Feilitzsch wurde ao. 1300 in Jerusalem zum Ritter geschlagen[3]
- Jobst von Feiltsch (Feilitzsch) † 1511, seine Grabplatte zeigt in Form einer Ahenprobe folgende vier Wappen in heraldischer Reihenfolge:[4]
  - oben rechts das Stammwappen der väterlichen Linie - Feilitzsch
  - oben links das Wappen der Familie seiner Mutter - Obernitz[5]
  - unten rechts das Wappen der Familie seiner Großmutter (väterlicherseits) - Köckeritz
  - unten links das Wappen der Familie der Großmutter seiner Mutter (mütterlicherseits) - Lindenau
- Fabian von Feilitzsch († 1520), markgräflicher und kurfürstlicher Rat, Unterstützer von Martin Luther
- Urban Caspar Freiherr von Feilitzsch (* 2. Mai 1586 in Kürbitz; † 17. September 1649 in Kürbitz), markgräflich brandenburgischer Geheimer Rat, Kanzler und Lehenrichter, ließ in Kürbitz von 1624 bis 1626 die Salvatorkirche erbauen.
- Karl Adam Heinrich von Feilitzsch (1701–1768), preußischer Oberst und Kommandant des Invalidenhauses in Berlin
- Ernst Christoph von Feilitzsch (1667–1715), kursächsischer Generalmajor
- August von Feilitzsch (1811–1889), bayerischer Generalmajor
- Ottokar von Feilitzsch (1817–1885), Professor für Physik an der Universität Greifswald.
- Artur von Feilitzsch (1859–1925), ungarischer Politiker, Förster und Ackerbauminister
- Karl Freiherr von Feilitzsch (1901–1981), Komponist
- Franz Freiherr von Feilitzsch (* 25. Oktober 1944) Ordinarius für experimentelle Astroteilchenphysik der Technischen Universität München

## Besitz der Familie von Feilitzsch

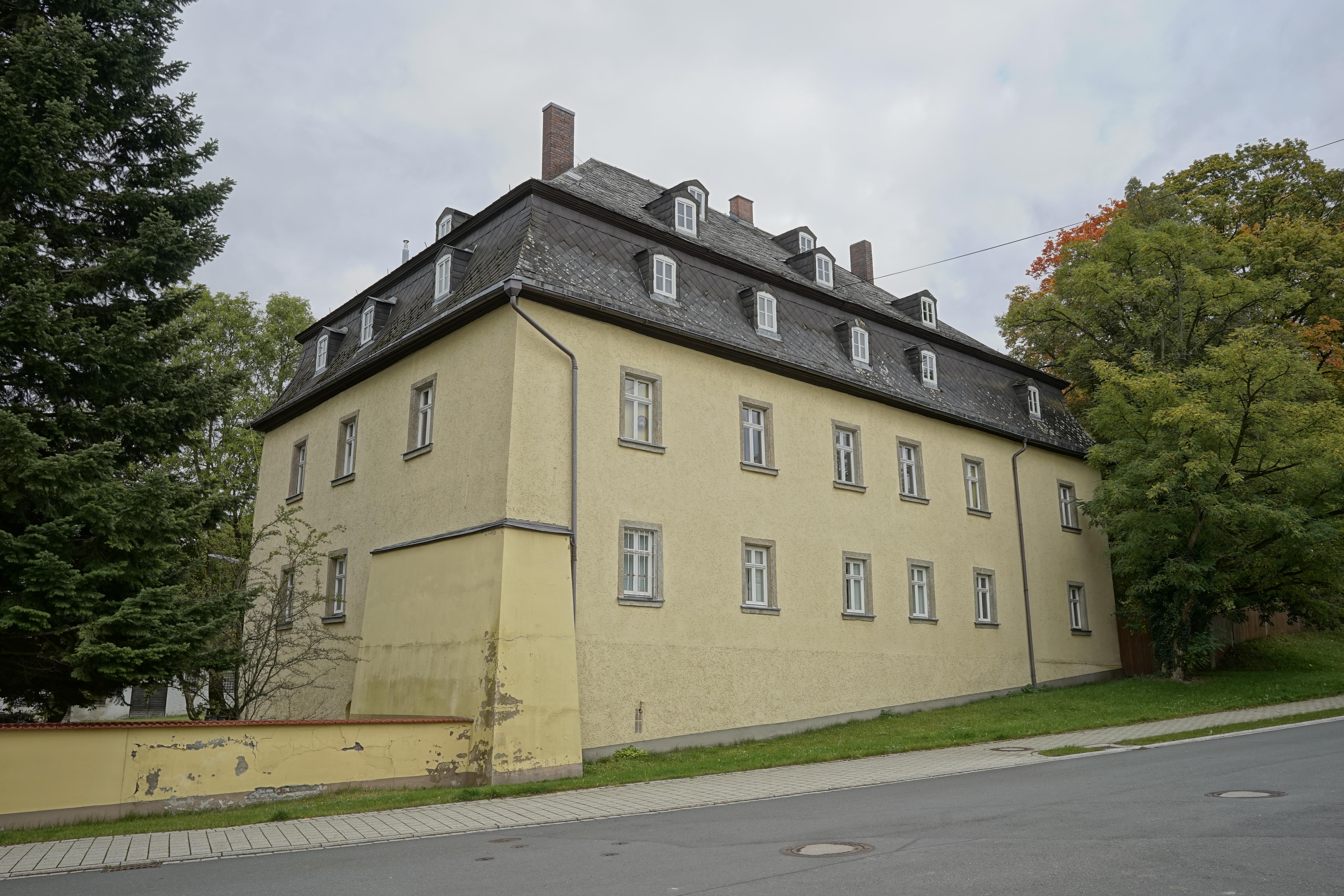
Rittergut Trogen-Zech, Oberfranken
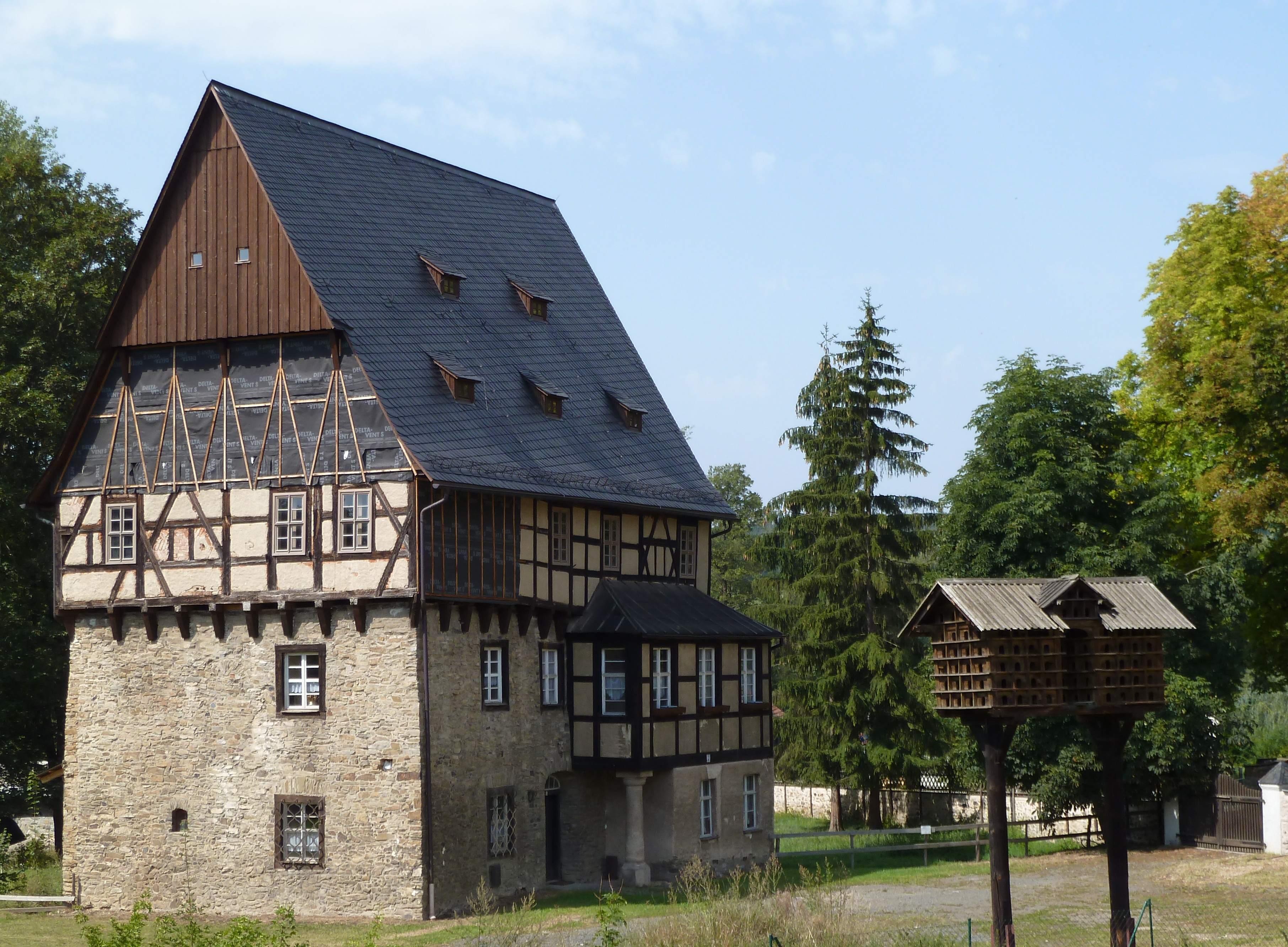
Rittergut Kürbitz (Vogtland)
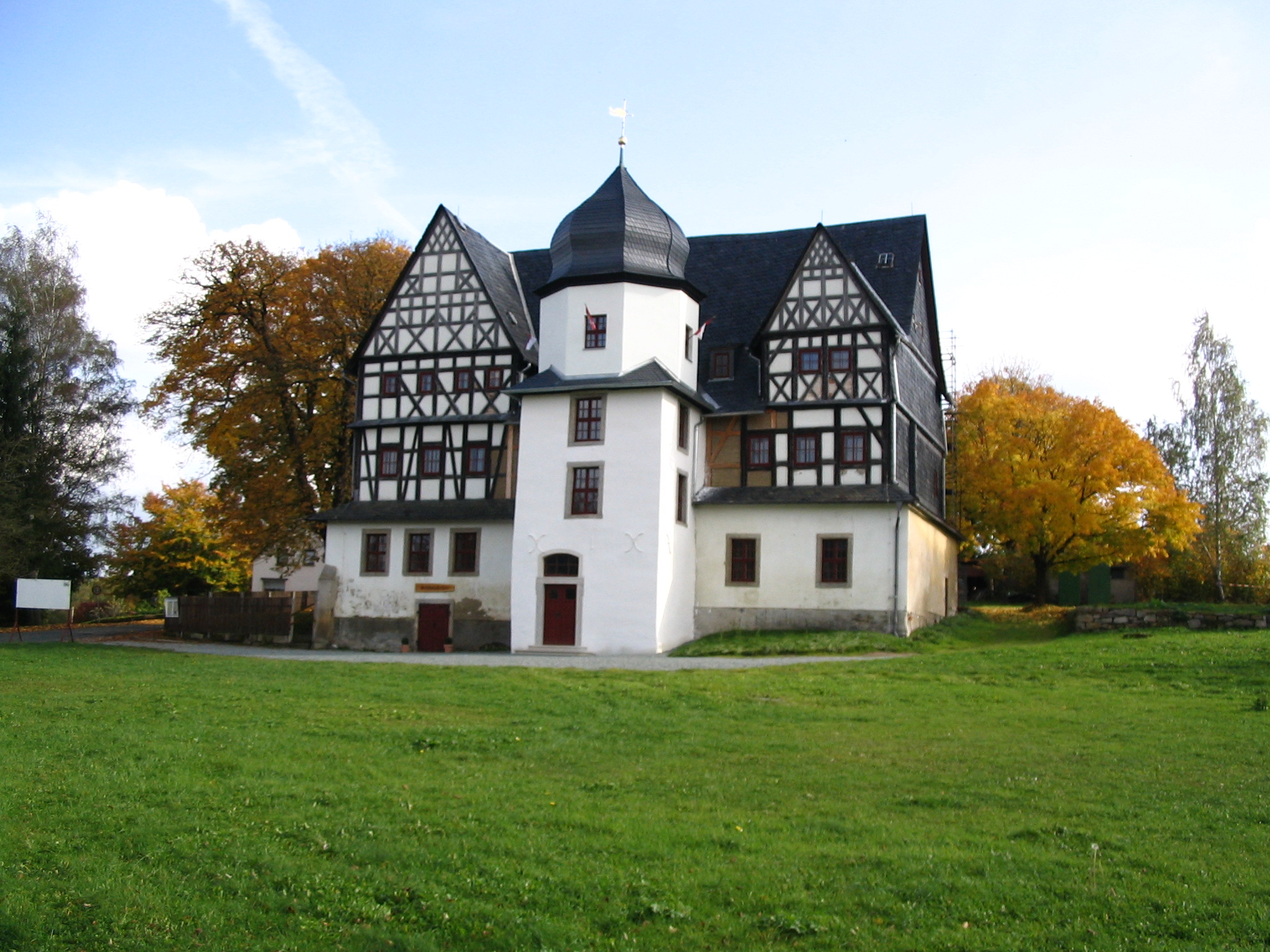
Rittergut Treuen „unteren Teils“

Die Feilitzscher sind in folgenden Orten nachweisbar: Fattigsmühle bei Töpen, Münchenreuth bei Feilitzsch, Unterkotzau bei Hof. Außerdem sind sie auf folgenden Rittersitzen genannt:
- Schloss Feilitzsch, Oberfranken, Burg aus dem 13. Jahrhundert (abgegangen), barockes Schloss (bis heute im Familienbesitz)
- Trogen bei Feilitzsch: Wasserburg Trogen (1637 zerstört), Oberes Gut, Rittergut Trogen-Zech (bis heute im Familienbesitz)
- Unterhartmannsreuth bei Feilitzsch: Rodungsdorf um 1200, Schloss Hänselstein (bis heute in Familienbesitz)
- Gut Münchenreuth, seit 1775 in Familienbesitz[6]
- Rittergut Kürbitz, einstige Wasserburg und späteres Herrenhaus am Flussübergang der Weißen Elster in Kürbitz (Vogtland, Sachsen), von ca. 1300 (ab Ende des 15. Jahrhunderts als Rittergut) bis 1945
  - Kürbitz (urkundlich seit 1225) bestand einst aus 3 Rittergütern, eines davon gehörte der Familie Feilitzsch, ab 1530 gehörte er Familie Feilitzsch der ganze Ort[7]
- Rittergut Gutenfürst (Vogtland, Sachsen), seit dem Mittelalter bis um 1570, erneut 1588 bis 1605
- Rittergut Heinersgrün (Vogtland, Sachsen), um 1330 bis 1648
- Burg Treuen, von 1510 bis ca. zum Anfang des 17. Jahrhunderts; Rittergüter Treuen, „Unteren Teils“ von 1592 bis 1810, „Oberen Teils“ von 1592 bis 1857
- Rittergut Sachs (1445–1682) in Krötenbruck
- 1480 Wasserschloss Zedtwitz, heute ein Burgstall
- Schloss Zedtwitz, (seit 2000 wieder in Familienbesitz)[8]
- Rittergut in Gumpertsreuth 1350, 1571
- Schloss Niedernberg 1529, 1593 in Regnitzlosau
- Rittergut Unterlauterbach (Vogtland, Sachsen), 1537 bis 1724
- Rittergut Thanhof (1598–1740), Sachsen[9]
- Gut und Vorwerk Stelzenhof bei Hof (1645)
- Ehemaliges Rittergut in Joditz bei Hof
- Rittersitz (als ehemaliges Vorwerk der Burg Zedtwitz) in Isaar
- Schloss Brandstein bei Hof (1815–1839)
- Rittergut Unterkotzau bei Hof
- Rittergut Stendorf mit Burg Saaleck in Sachsen-Anhalt (1839 bis ca. 1929)[10]
- Schloss und Gut Eisenburg (bei Memmingen) 1881–1888, Eigentümer: Wilhelm Freiherr von Feilitzsch
- 1882 auf vormals Dobenecker Vorwerk in Bug

### Weitere Orte mit Hinweisen auf die Familie von Feilitzsch
- Nahe Burgstein auf einer Anhöhe über dem Dorf Heinersgrün steht St. Clara, die weithin sichtbare Grabkapelle der Familien von Feilitzsch und von Pöllnitz aus dem späten Mittelalter.
- Der Kreuzberg in Kürbitz, ehemalige Begräbnisstätte (Erbbegräbnis) der Adelsfamilie von Feilitzsch[11]

## Wappen
|                                                              | Wappen der Familie von Feilitzsch aus Siebmachers Wappenbuch |
| Wappen der Familie von Feilitzsch aus Siebmachers Wappenbuch | Blasonierung: „Der Schild ist von Silber, Rot und Schwarz geteilt. Auf dem Helm mit rechts rot-silbernen, links schwarz-silbernen Decken ein hoher, wie der Schild geteilter Spitzhut mit goldenem Knopf zwischen offenem wie der Schild geteiltem Fluge.“ |
| Wappen der Familie von Feilitzsch aus Siebmachers Wappenbuch | Wappenverwandt mit den von Veilsdorf, von Zedtwitz, von Redwitz/Radwitz/Rebitz, von Roeder, von der Heyde/Heydte, von Hundelshausen, von Perglas, von Machwitz, von Gößnitz. Inwieweit eine Stammesverwandtschaft vorliegt, muss noch bewiesen werden.     |

### Ortswappen mit Bezug auf die Familie von Feilitzsch
Der Ort Feilitzsch, in den auch Zedtwitz eingemeindet ist, hat das Wappen 1954 als Gemeindewappen angenommen. Auch die Gemeinden Regnitzlosau oder Trogen erinnern an die Feilitzscher durch ein Element im Gemeindewappen. Gattendorf führt die Wappenfarben zum Gedenken an die Adelsfamilie von Feilitzsch.

Ortswappen mit Bezug auf die Familie von Feilitzsch
Gemeindewappen Regnitzlosau
Gemeindewappen Feilitzsch
Wappen der Gemeinde Trogen
Wappen der Gemeinde Gattendorf

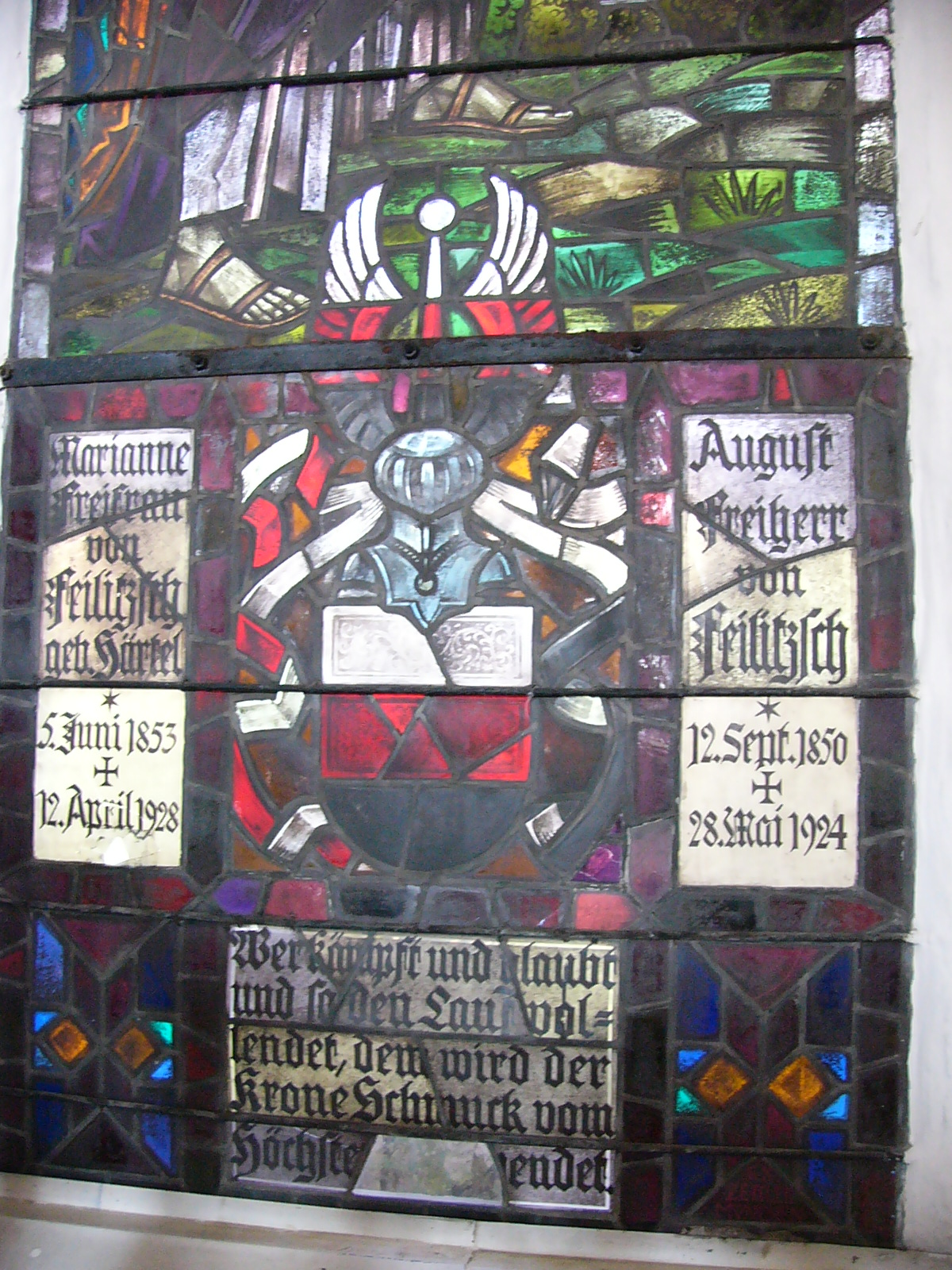
Glasfenster in der Pfarrkirche Trogen

## Sonstiges
- Es gibt eine Violine von Antonio Stradivari aus dem Jahr 1734 mit dem Namen Baron Feilitzsch. Ein Baron von Feilitzsch hatte dieses Instrument Ende des 19. Jahrhunderts kurzzeitig besessen.
- In der Pfarrkirche Trogen weisen die Glasfenster das Familienwappen und die Inschriften: „Marianne Freifrau von Feilitzsch geb. Härtel * 5. Juni 1853 † 12. April 1928“ und „August Freiherr von Feilitzsch * 12. Sept. 1850 † 28. Mai 1924“ auf.